# Комекбаев, Таимбет
Таимбет Комекбаев (1896—1987) — старшина Рабоче-крестьянской Красной Армии, участник Великой Отечественной войны, Герой Советского Союза (1945).

## Биография
Таимбет Комекбаев родился в 1896 году в селе Джусалы (ныне — посёлок Жосалы в Кармакшинском район Кызылординской области Казахстана). После окончания поселковой школы работал на угольном складе. В 1941 году Комекбаев был призван на службу в Рабоче-крестьянскую Красную Армию. С того же года — на фронтах Великой Отечественной войны. К февралю 1945 года младший сержант Таимбет Комекбаев командовал отделением 533-го стрелкового полка 128-й стрелковой дивизии 21-й армии 1-го Украинского фронта. Отличился во время освобождения Польши.
В феврале 1945 года Комекбаев неоднократно отличался в боях за освобождение городов Глейвиц (ныне — Гливице) и Кохловица (ныне — в черте города Руда-Слёнска), форсировании Одера 6 февраля и боях на плацдарме. В тех боях он лично уничтожил более 100 солдат и офицеров противника.
Указом Президиума Верховного Совета СССР от 10 апреля 1945 года младший сержант Таимбет Комекбаев был удостоен высокого звания Героя Советского Союза с вручением ордена Ленина и медали «Золотая Звезда».
После окончания войны в звании старшины Комекбаев был демобилизован. Вернулся в Джусалы, работал в угольной отрасли. Скончался 13 февраля 1987 года.
Был также награждён орденом Отечественной войны 1-й степени и рядом медалей, в том числе медалью «За боевые заслуги».